# Città di Cessnock
La città di Cessnock è una Local Government Area che si trova nel Nuovo Galles del Sud. Essa si estende su una superficie di 1.966 chilometri quadrati e ha una popolazione di 50.840 abitanti. La sede del consiglio si trova a Cessnock.